# Bílý dům (Moskva)
Bílý dům (rusky Белый дом) je neoficiální označení pro hlavní sídlo vlády Ruské federace v Moskvě. 

## Popis budovy a okolí
Budova sídla ruské vlády se nachází na Krasnopresněnském nábřeží řeky Moskvy. Je vysoká 102 metrů (119 metrů včetně vlajkového stožáru na vrcholu), skládá se ze sedmipatrového stylobatu a dvacetipatrové věže a je obložena bílým mramorem. V sousedství domu se nachází Gorbatyj most, památka z 18. století, známá jako dějiště různých demonstrací.
Budovu navrhli architekti Dmitrij Čečulin a Pavel Šteller ve stylu monumentálního socialistického realismu, výstavba byla zahájena roku 1965 a dokončena byla v roce 1979. Od roku 1981 zde sídlil Nejvyšší sovět RSFSR a objekt byl známý jako Dům sovětů. 
V průběhu srpnového puče v roce 1991 byl dům základnou odpůrců výjimečného stavu vedených Borisem Jelcinem, v jeho okolí došlo k násilným střetům mezi armádou a demonstranty, kterým se podařilo Bílý dům uhájit. 
Po rozpadu Sovětského svazu sídlil v budově nejvyšší ruský zákonodárný orgán. V září 1993 se parlament dostal do konfliktu s prezidentem Jelcinem a nastala Ústavní krize v Rusku 1993: prezident oznámil rozpuštění parlamentu, ten to odmítl a naopak odhlasoval odvolání hlavy státu. Jelcin nařídil 4. října 1993 armádním jednotkám specnaz, aby převzaly kontrolu nad sídlem parlamentu. Bílý dům se stal terčem střelby z tanků a byl vážně poškozen následným požárem. Po jeho dobytí byl Nejvyšší sovět rozpuštěn a nový zákonodárný sbor, Státní duma, vytvořený po volbách v prosinci 1993, přesídlil na ulici Ochotnyj rjad. 
Bílý dům byl opraven a v roce 1994 se stal sídlem vlády.